# 1895 год в науке
В 1895 году произошли различные научные и технологические события, некоторые из которых представлены ниже.

## События
- 24 января — первая официально задокументированная высадка человека в Антарктиде[1].
- Основан The Astrophysical Journal
- В городе Лейси принял первых студентов Университет Святого Мартина[англ.][2].

## Достижения человечества

### Изобретения
- 7 мая — на заседании Русского физико-химического общества А. С. Попов, в ходе лекции «Об отношении металлических порошков к электрическим колебаниям», впервые продемонстрировал работу своего приёмника.
- 8 ноября — Вильгельм Конрад Рентген открыл х-лучи, которые в дальнейшем стали называть рентгеновские.
- 28 декабря — в индийском салоне «Гран-кафе» на бульваре Капуцинок в Париже состоялся публичный показ «Синематографа братьев Люмьер», что ознаменовало рождение кинематографа.
- Радиосвязь: Маркони, Гульельмо.

## Награды
- Ломоносовская премия
  - Г. К. Ульянов за сочинение по сравнительной грамматике индоевропейских языков[3]:53—108.

- Медаль Левенгука
  - Луи Пастер (Франция)

## Родились
- 22 июля — Павел Осипович Сухой, советский авиаконструктор.

## Скончались
- 11 февраля — Франц Йозеф Лаут, немецкий востоковед; профессор египтологии Мюнхенского университета (род. 1822)[4].
- 5 августа — Фридрих Энгельс, один из основоположников марксизма[5].